# Sundby gård

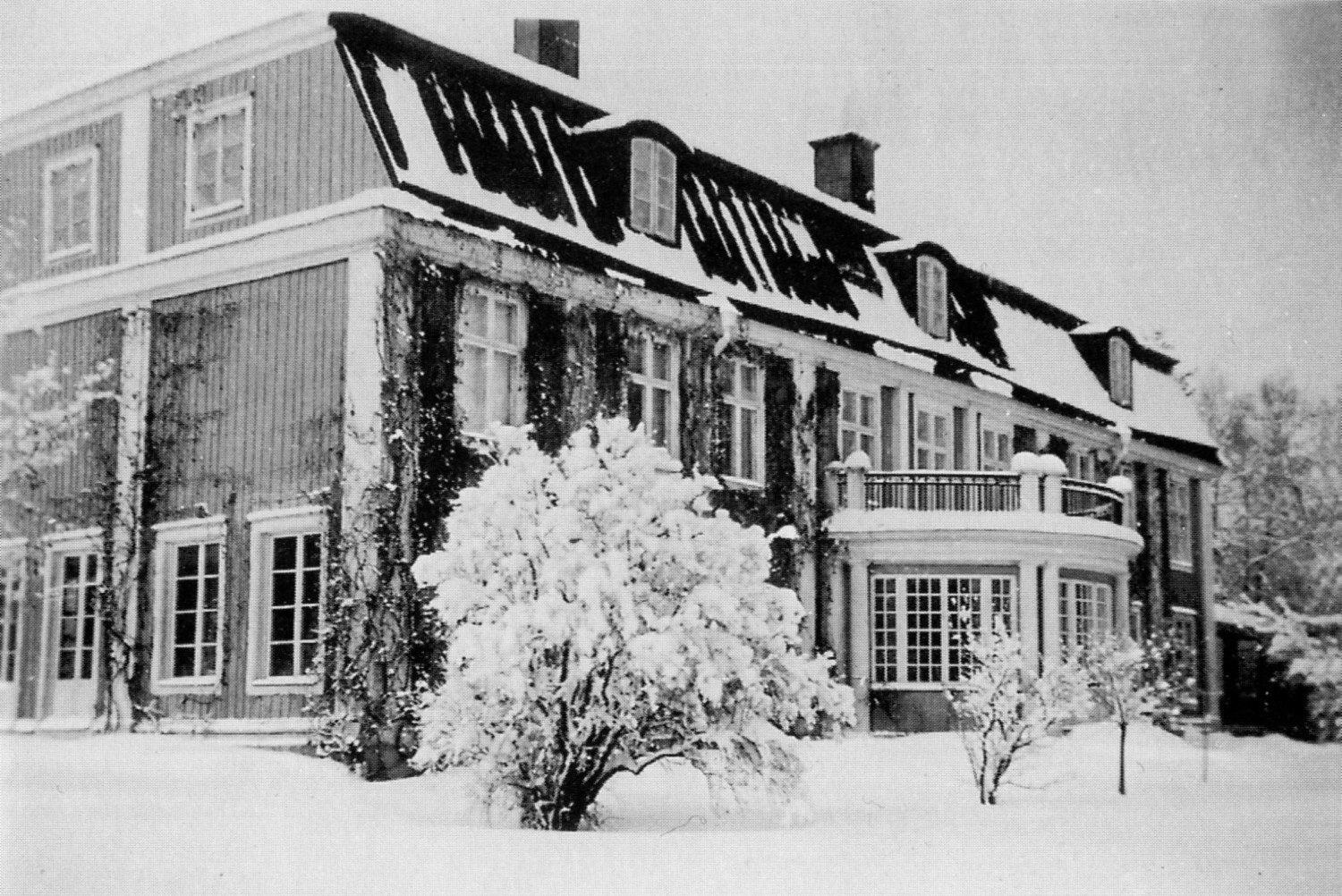
Sundby gårds gamla huvudbyggnad, fasaden mot sjösidan.

Sundby gård är en herrgård och ett tidigare säteri i Huddinge socken och Huddinge kommun. Gården vid sjön Orlången är en medeltida avknoppning från godset Gladö. Numera finns här en friluftsanläggning och ett värdshus samt båtbrygga, grillplatser, motionsslinga, ridstall, torpmuseum och sedan år 2005 även Litografiska museet.

## Historik

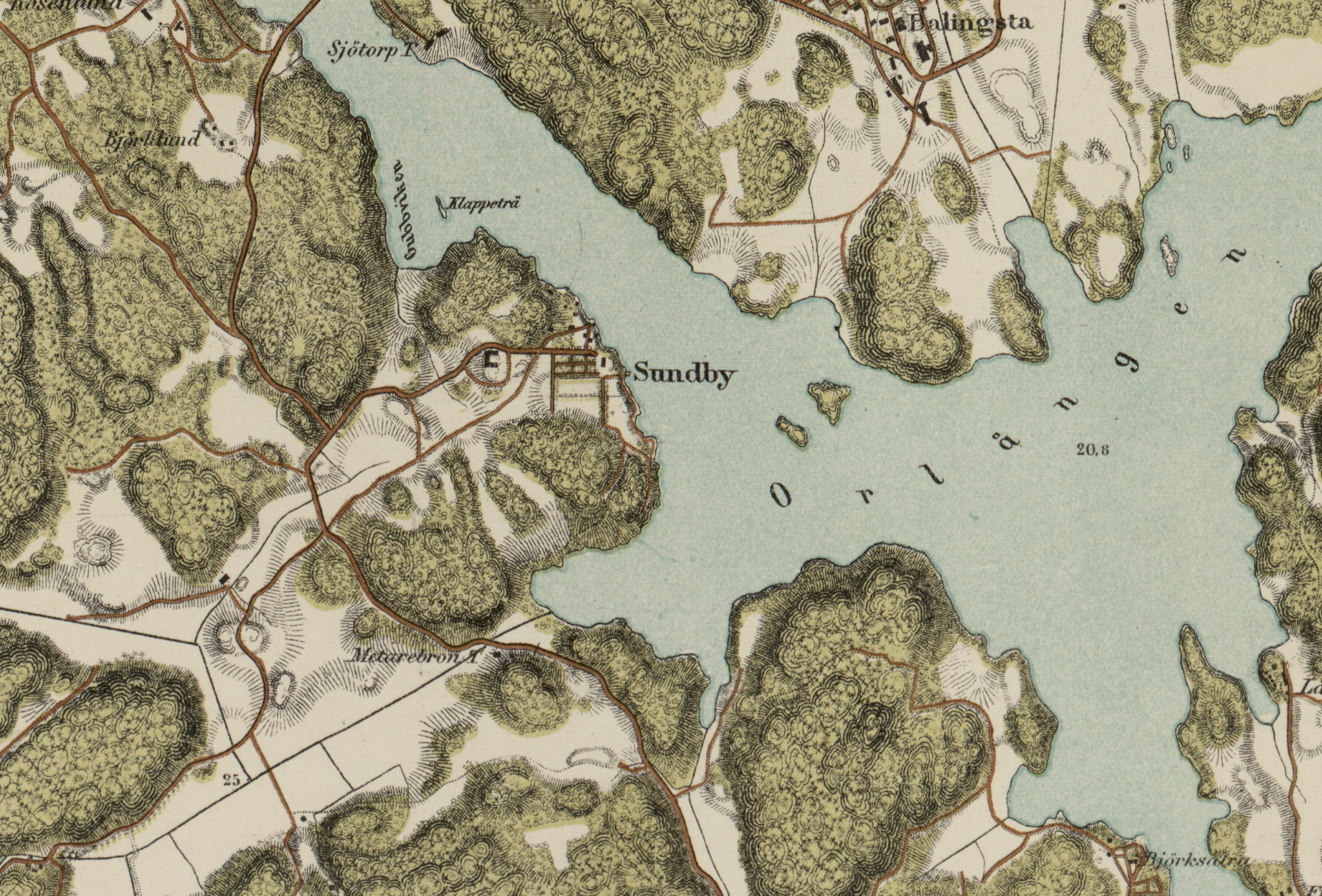
Området på 1860-talet.

Namnet Sundby är dokumenterat sedan 1331. Under medeltiden och framåt hörde Sundby gård och det närbelägna Stensättra gård till godset Gladö. Gladös huvudbyggnad existerar inte längre, men troligen låg den på Gladö gärde i närheten av dagens tätort Gladö kvarn. Strax väster om Sundby gård finns ett mindre gravfält från yngre järnåldern, som visar på gårdens forntida ursprung.
År 1527 indrogs Gladö till Kronan men återlämnades i mitten av 1500-talet till den ursprungliga ägaren; ätten Swart. I 1572 års jordebok upptas Sundby som ett mantal frälse. Under 1600-talet övertogs Gladö av Sundby gård som nu blev godsets nya huvudgård. Efter att ätten Swart dog ut i slutet av 1700-talet övergick säteriet till färgfabrikören Carl Gustaf Hoving, som lät huvudbyggnaden få sin slutliga utformning 1790, med tjugofyra rum fördelade på tre våningar. Huvudbyggnaden som låg alldeles invid Orlångens strand, strax söder om nuvarande värdshuset, brann ned till grunden annandag jul 1941. Vaga lämningar syns nu i strandkanten. År 1950 förvärvades Sundby gård av Huddinge kommun och har sedan årsskiftet 1995-96 varit i det kommunala Huge Fastigheters ägo.

### Historiska bilder

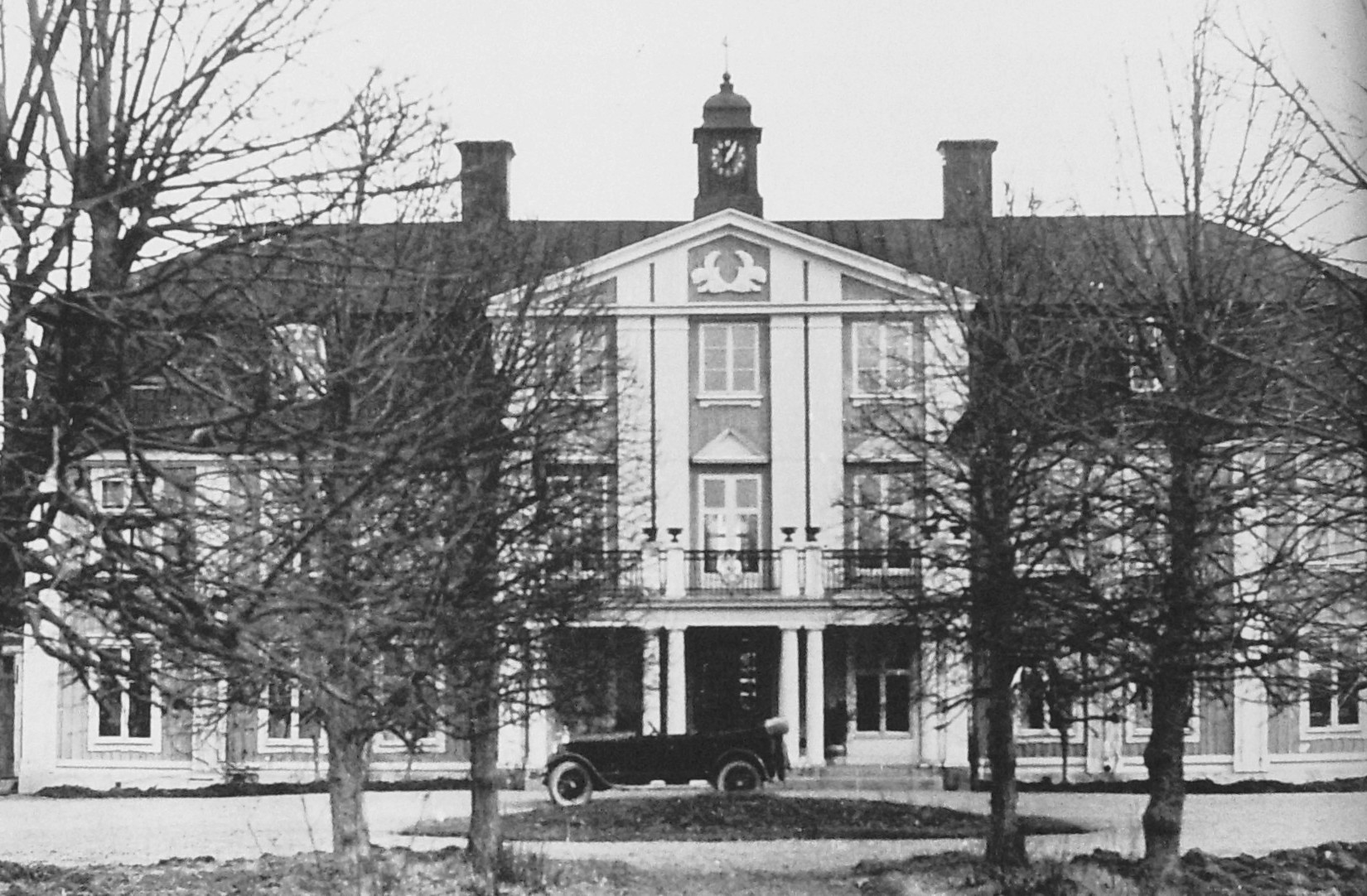
Sundby gårds gamla huvudbyggnad, fasaden mot gårdsplan, 1926.
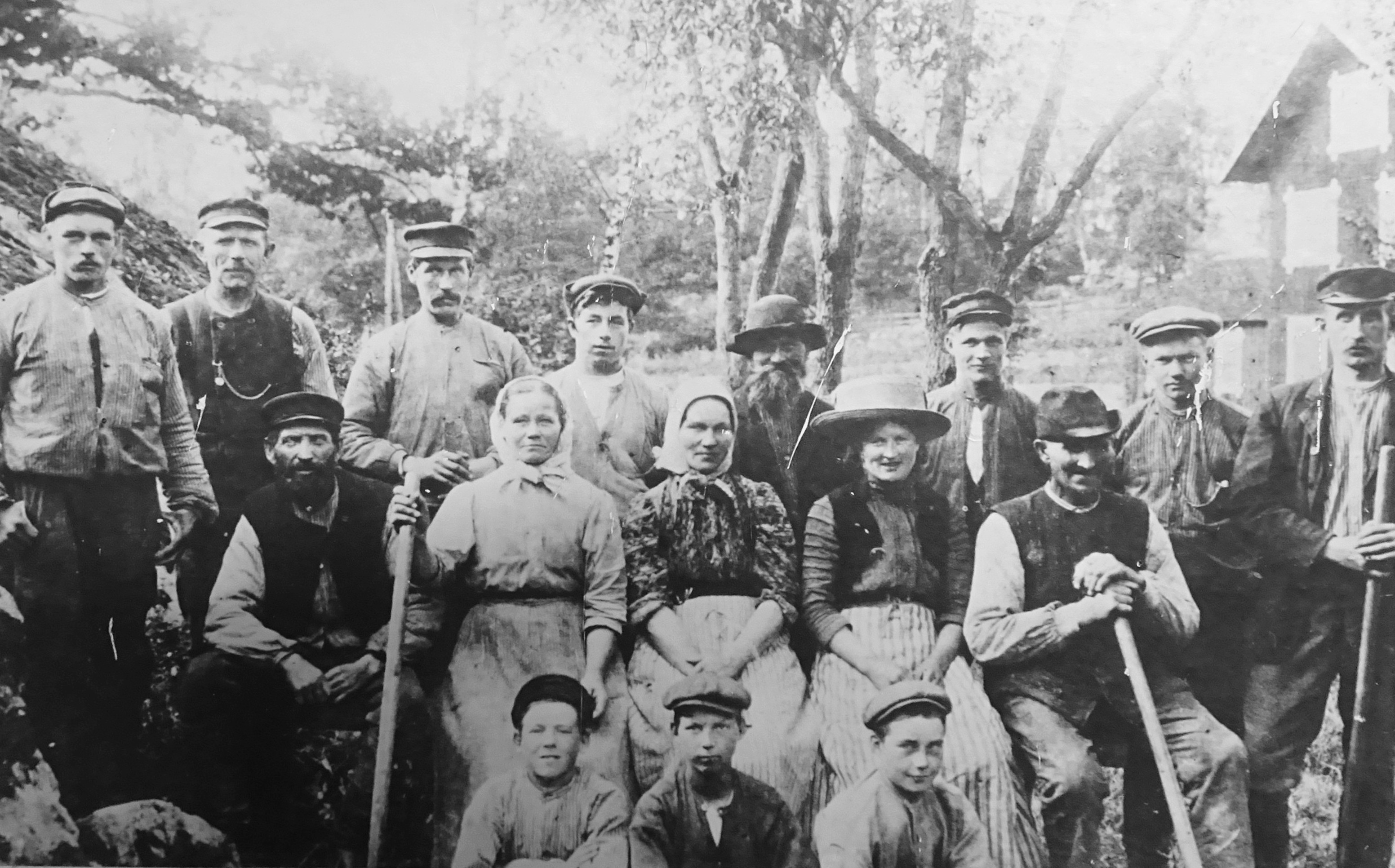
Rättarelaget på Sundby gård 1910.
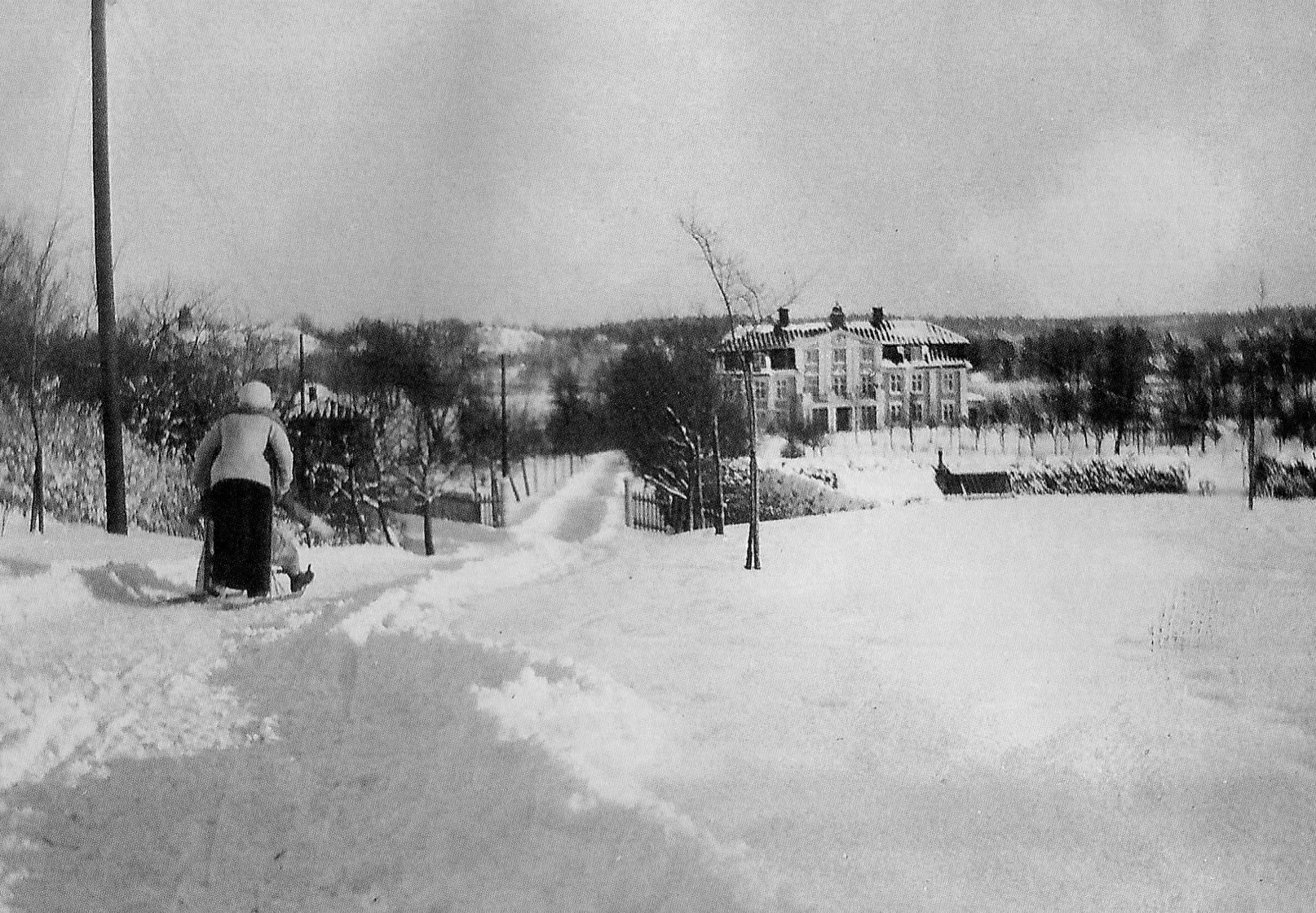
Huvudbyggnaden en vinterdag på 1910-talet.
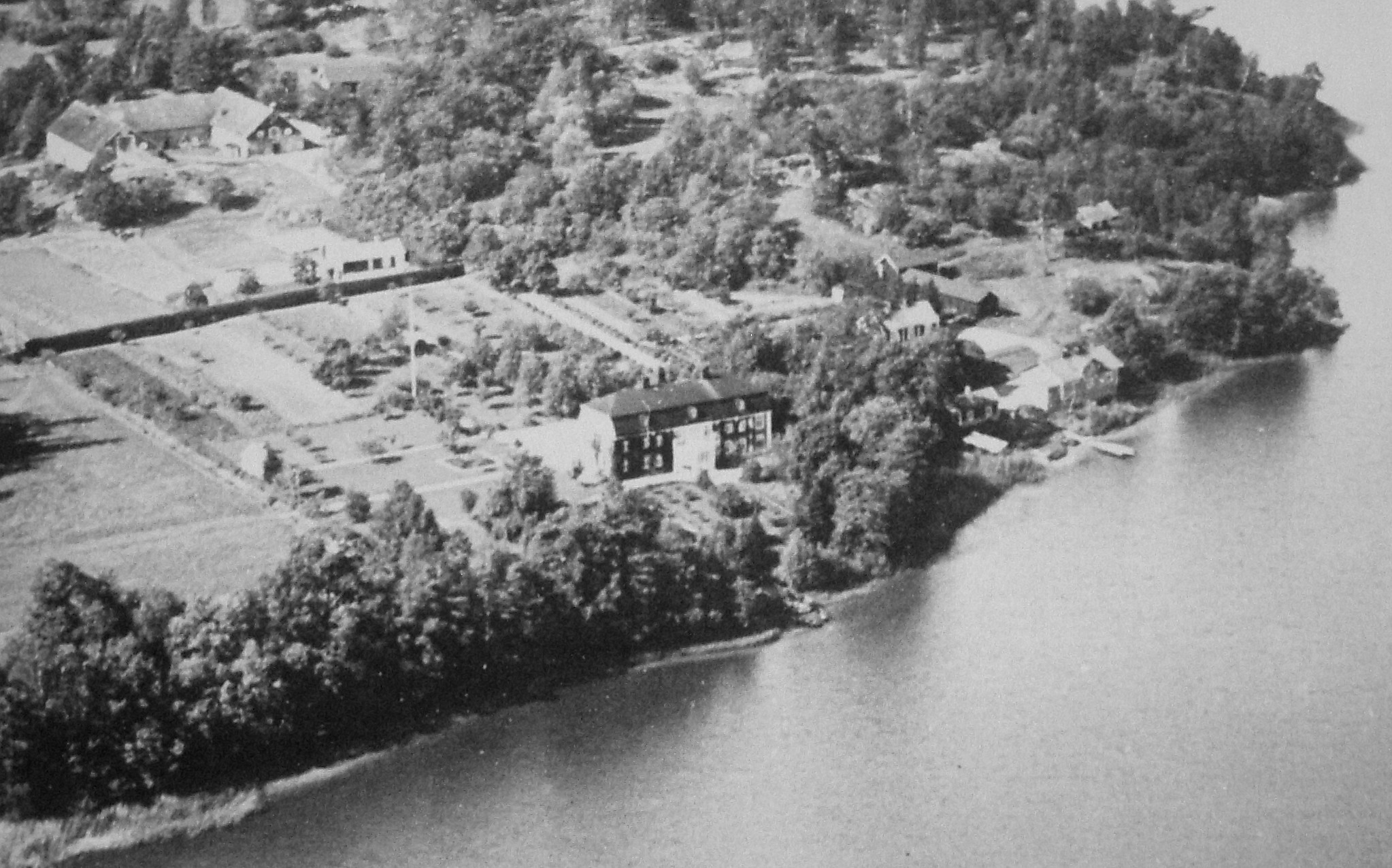
Sundby gårds huvudbyggnad, 1920-tal.
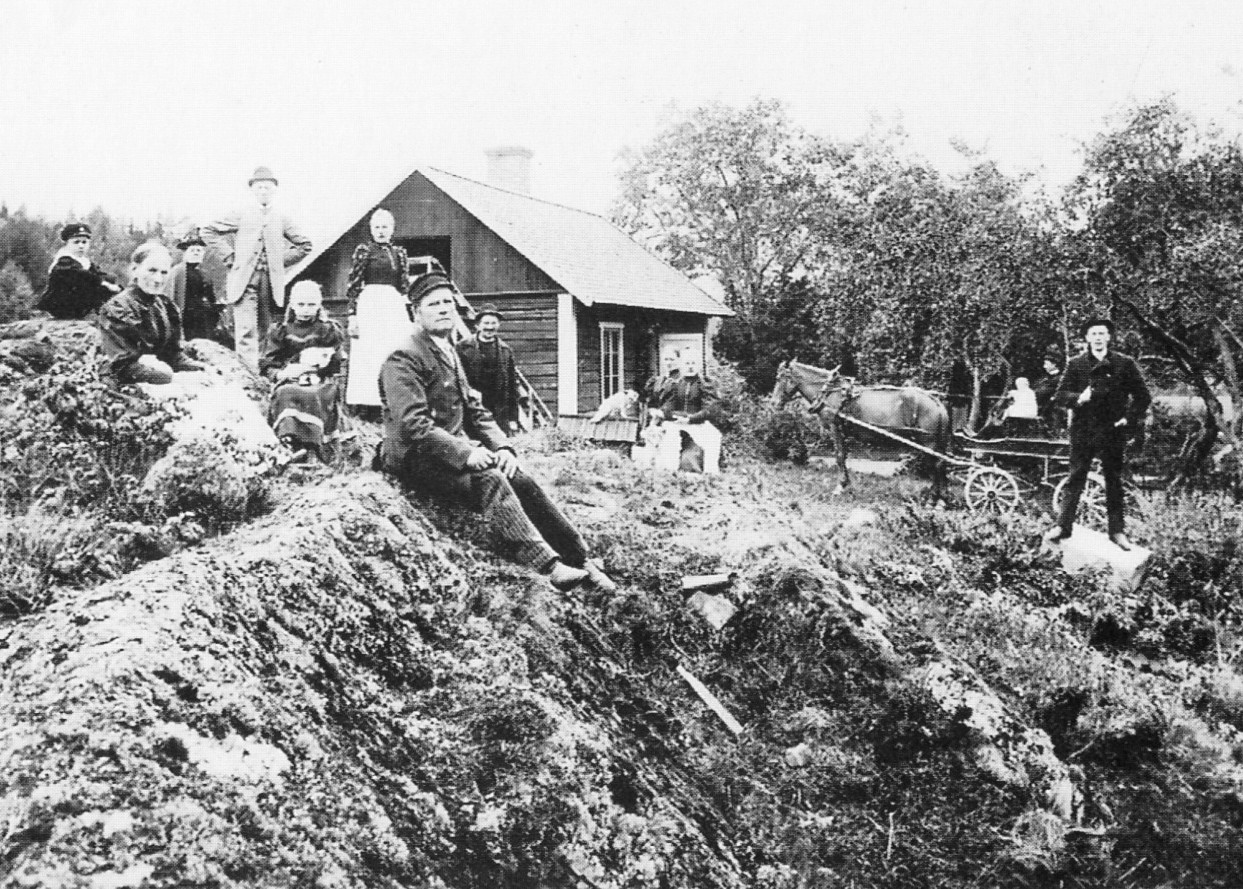
Skomakartorpet kring år 1900.

## Gårdar och torp under Sundby i urval

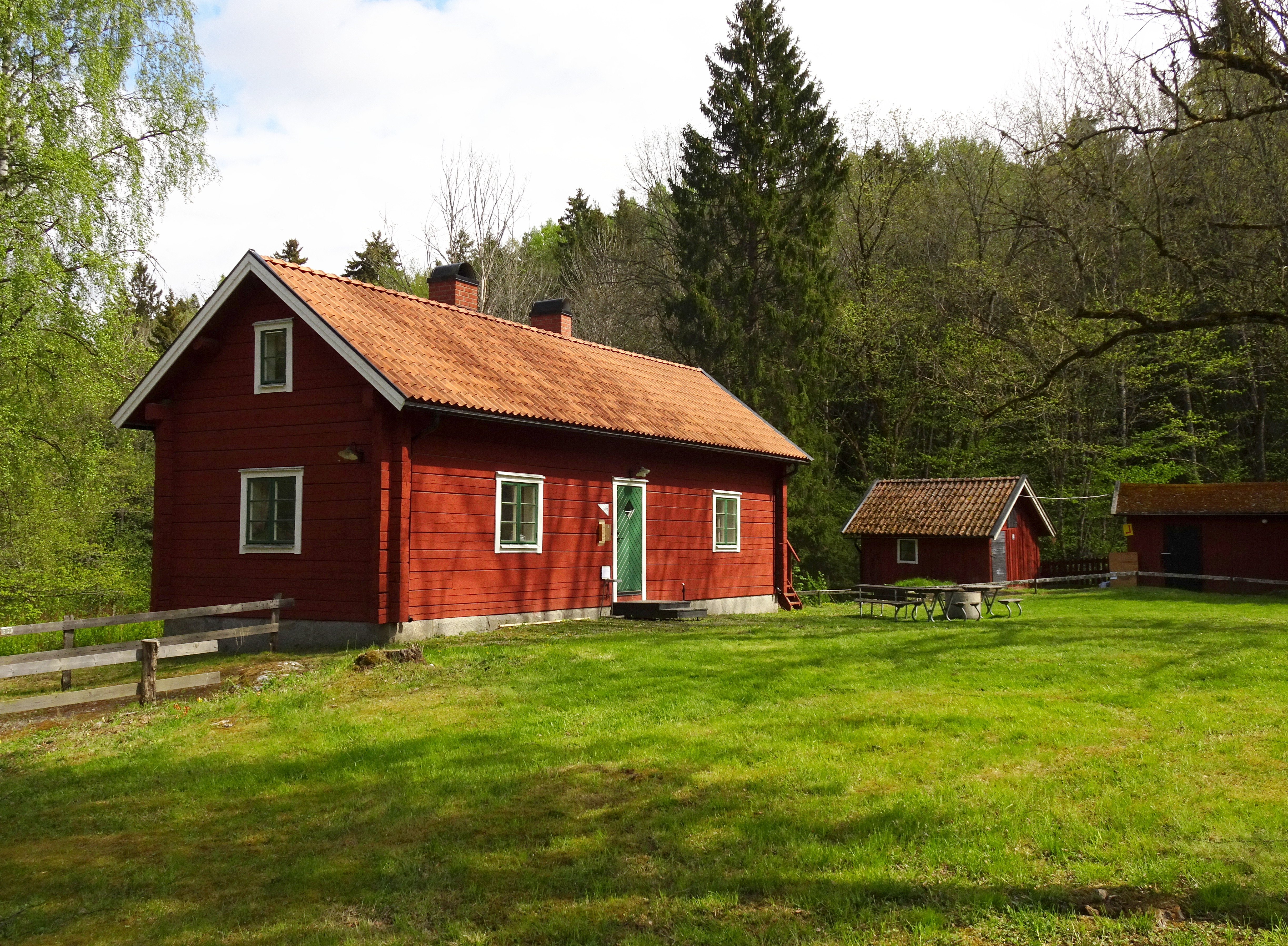
Mellanberg, 2016.

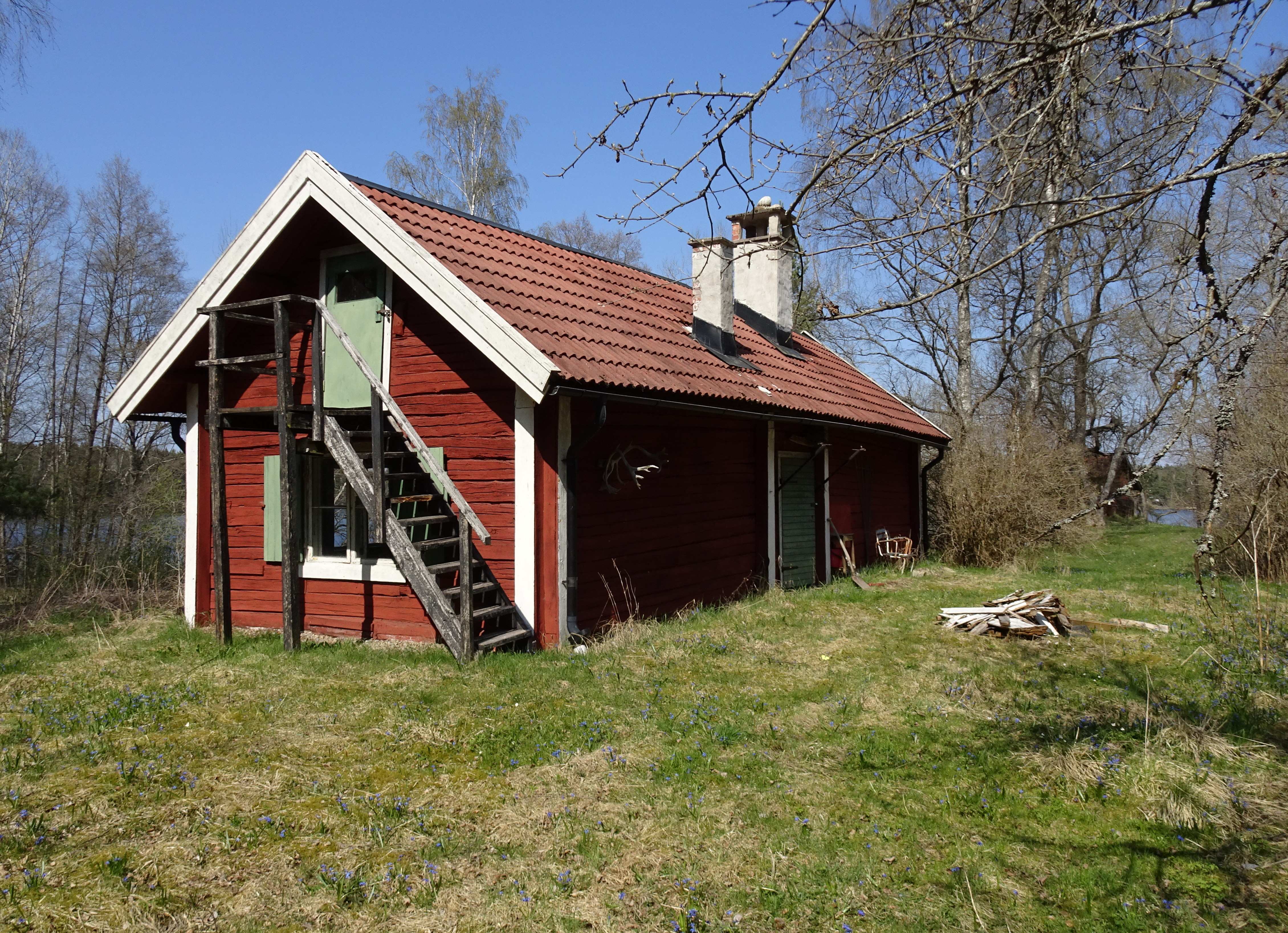
Nytorp, 2016.

Vid och i nära omgivning till Sundby gård fanns flera torp och utgårdar, som tidvis låg under Sundby respektive Gladö:
- Stensättra gård var från 1500-talet ett större torp under Sundby. På 1830-talet blev gården självständigt men kom senare att höra under Balingsta gård. Kring sekelskiftet 1900 blev gården ett mönsterjordbruk. Nuvarande huvudbyggnad uppfördes på 1820-talet och flygelbyggnaden cirka 1925.

- Stensberg, ursprungligen ett dagsverkstorp under Stensättra gård, byggdes 1839. Torpet flyttades till sin nuvarande plats av medlemmar i Huddinge hembygdsförening och återinvigdes 1995. Intill torpet ligger ett stort magasin med vagnslider som innehåller ett jordbruksmuseum, en handelsbod och ett litet historiskt tvätteri. Museiverksamheten i torpet och magasinet drivs av Huddinge hembygdsförening.

- Gladö kvarn var en vattenkvarn som är omnämnd redan 1331. Till en början låg kvarnen under godset Gladö och senare under Sundby gård. Här maldes både säd till mjöl och sågades bräder. Nuvarande kvarnbyggnad revs på 1940-talet och idag är bara gråstensgrunden kvar.

- Torpet Eriksberg låg vid nordöstra delen av Kvarnsjön och var backstuga till Sundby gård. På 1900-talet var det bostad för fattighjon. Idag återstår bara en glänta i skogen.

- Skomarkartorp stod nära Kärrsjön. 1689 låg det under Gladö och senare under Sundby. Torpet brukades fram till 1920 och förstördes vid en brand 1940 då skogsarbetare skulle tända eld på ett getingbo.

- Torpet Mellanberg omnämns i husförhörslängden från 1740 och låg då under Gladö. Sista torparfamiljen hette Hellström som flyttade in 1917. Då hörde fem hektar åker till torpet samt två hästar, sex kor, två ungdjur, två grisar och tjugo höns. Liksom Nytorp ingår fastigheten inte i reservatet men ligger inom det samma. Mellanberg ägs av Huddinge kommun som hyr ut till en MC-klubb. Vid Mellanberg börjar även den 1,8 kilometer långa Rovfågelleden som går till SRV återvinning:s gamla deponi utanför reservatet där kommunen utfodrar rovfåglar med trafikdödade djur.

- Nytorp är ett ännu bevarat torp vid sydöstra sidan om Gladö kvarnsjön och omnämns i husförhörslängden från 1689. Även det låg först under Gladö och senare under Sundby gård. Stället brukades från och med 1816 av flera generationer Hellström. I mitten av 1850-talet bestod familjen av torparen Lars Petter Hellström, född 1814, hustrun Christina Catharina Jansdotter, född 1817, deras sju barn, svärmodern änkan Brita Stina Nilsdotter född 1786, samt tjänstegossarna Anders Gustaf Eriksson, född 1842, och Per Erik Eriksson, född 1843. Nytorps sista torpare var Josef Erik Valdemar Hammarlund och hustru Hulda Christina som brukade marken fram till 1923. Idag är Nytorp ett fritidshus som ägs och hyrs ut av kommunen.

- Sofielund omnämns i husförhörslängderna från 1816 och brukades som torp till 1923. Sedan jordbruket lagts ned användes Sofielund som bostad för anställda vid Sundby gård. Byggnaden revs i början av 1960-talet. Redan 1939 inrättades vid Sofielund en så kallad avstjälpningsplats för sopor (soptipp). Här ligger idag den efter torpet uppkallade Sofielunds återvinningsanläggning som drivs av SRV återvinning.

## Nutida verksamheter
Byggnader och anläggningar används för bland annat fritidsändamål. Vid Orlångens strand ligger värdshuset "Sundby gård" med  festvåningar, konferenslokaler, café, event- och festplats. 1971 invigdes friluftsområdet för allmänheten. I området finns ridstall med "Sundby ridskola" och "Litografiska museet" med Grudes Ateljé & Stentryckeri. De årliga Sundbydagarna, arrangeras av Huddinge Hembygdsförening, då öppnas bland annat torpet Stensberg och museet i magasinsbyggnaden. Sedan några år finns även "Classic Cars" bilträffar på Sundby gård.

## Bilder

Byggnader exteriörer
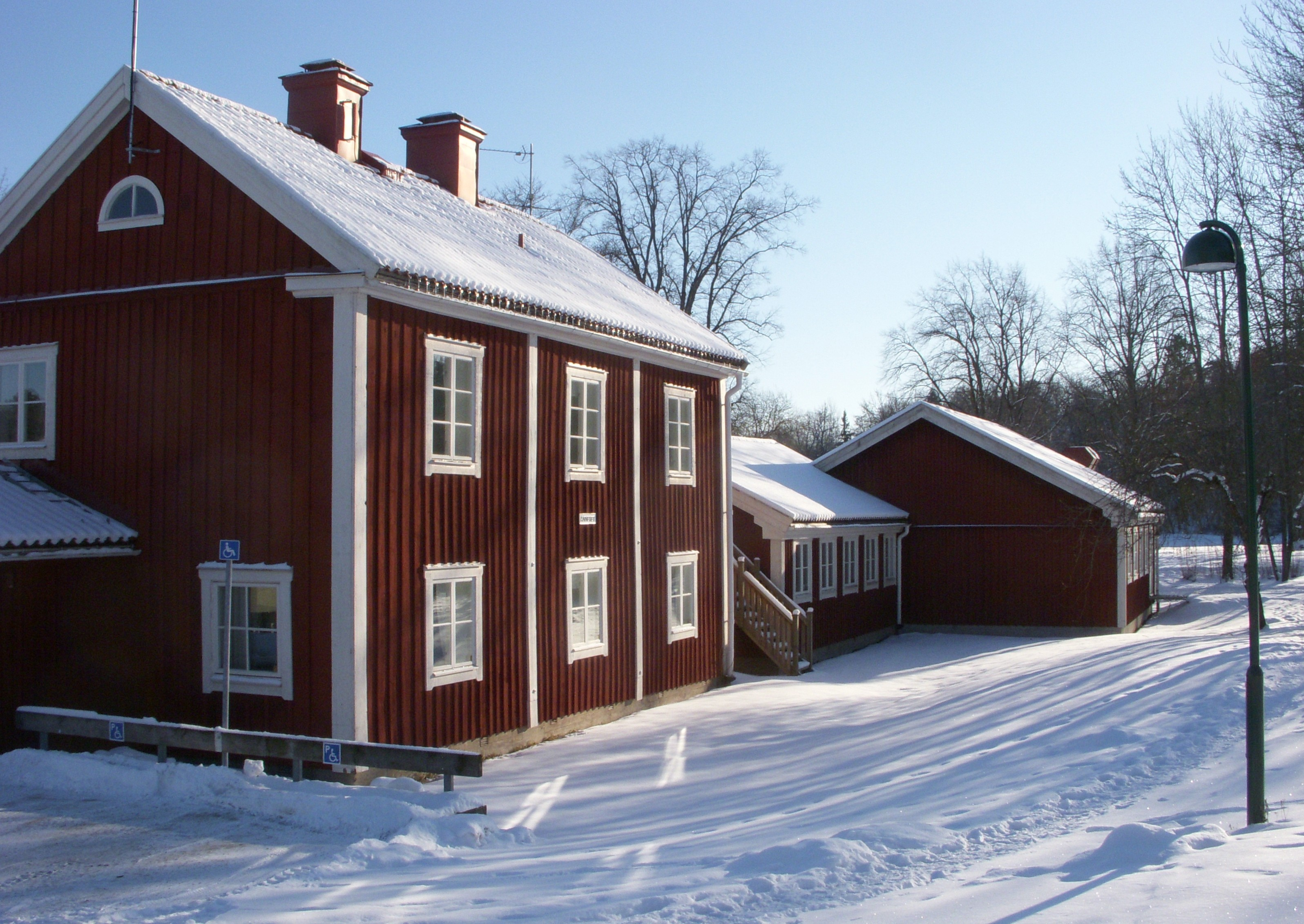
Annexet
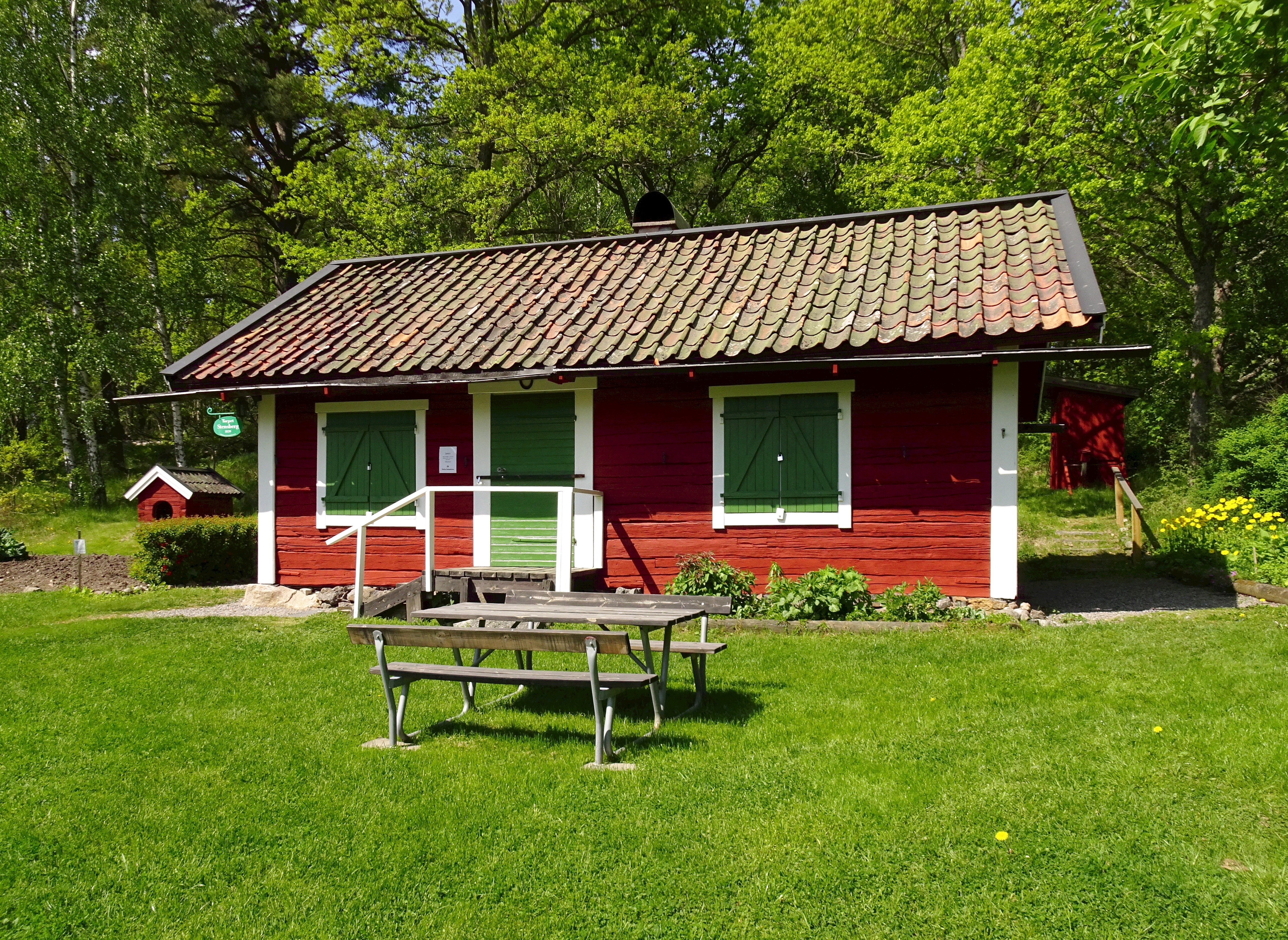
Torpet Stensberg
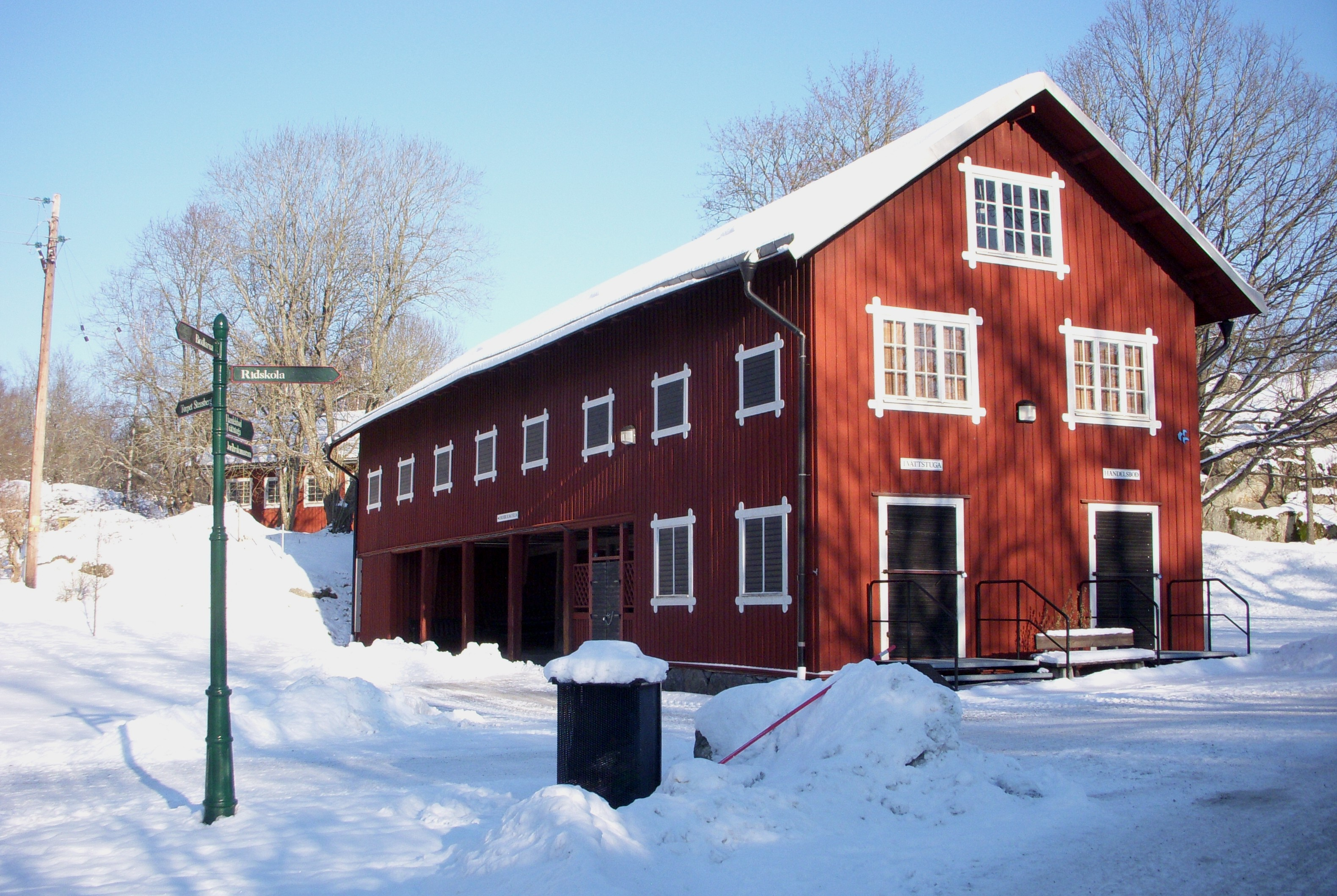
Lider och magasin
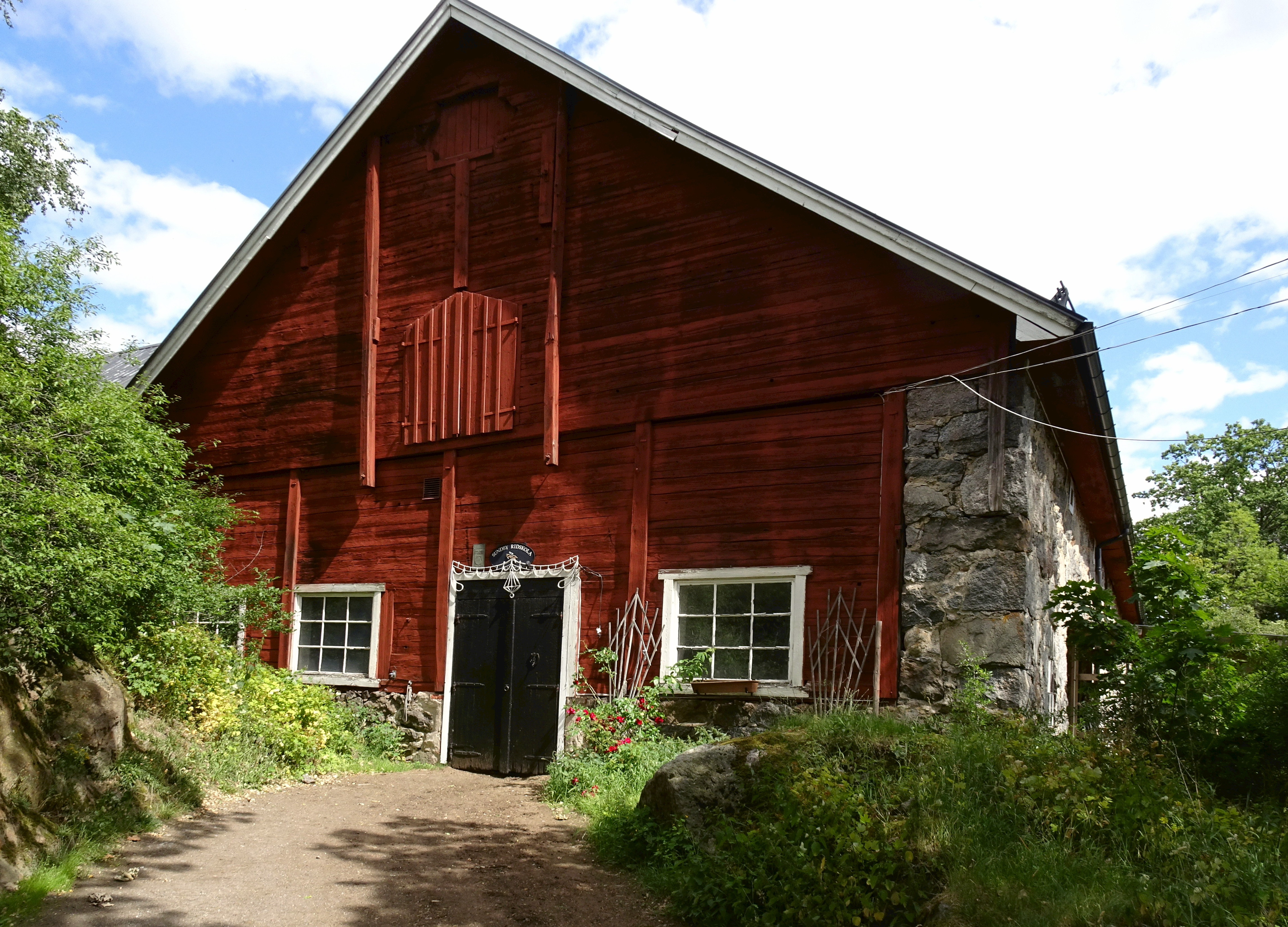
Stenstallet (Sundby ridskola)
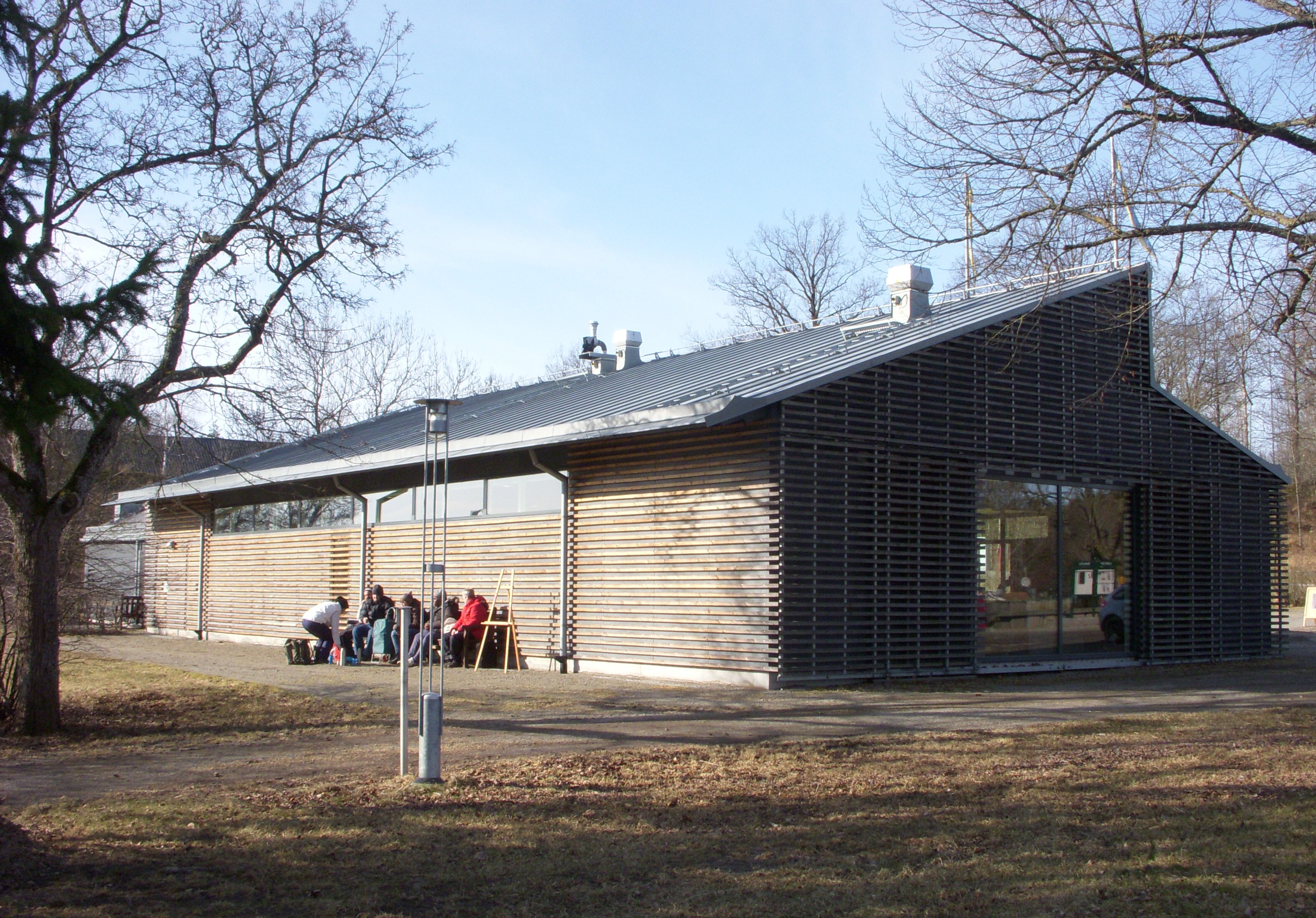
Litografiska museet

Byggnader interiörer
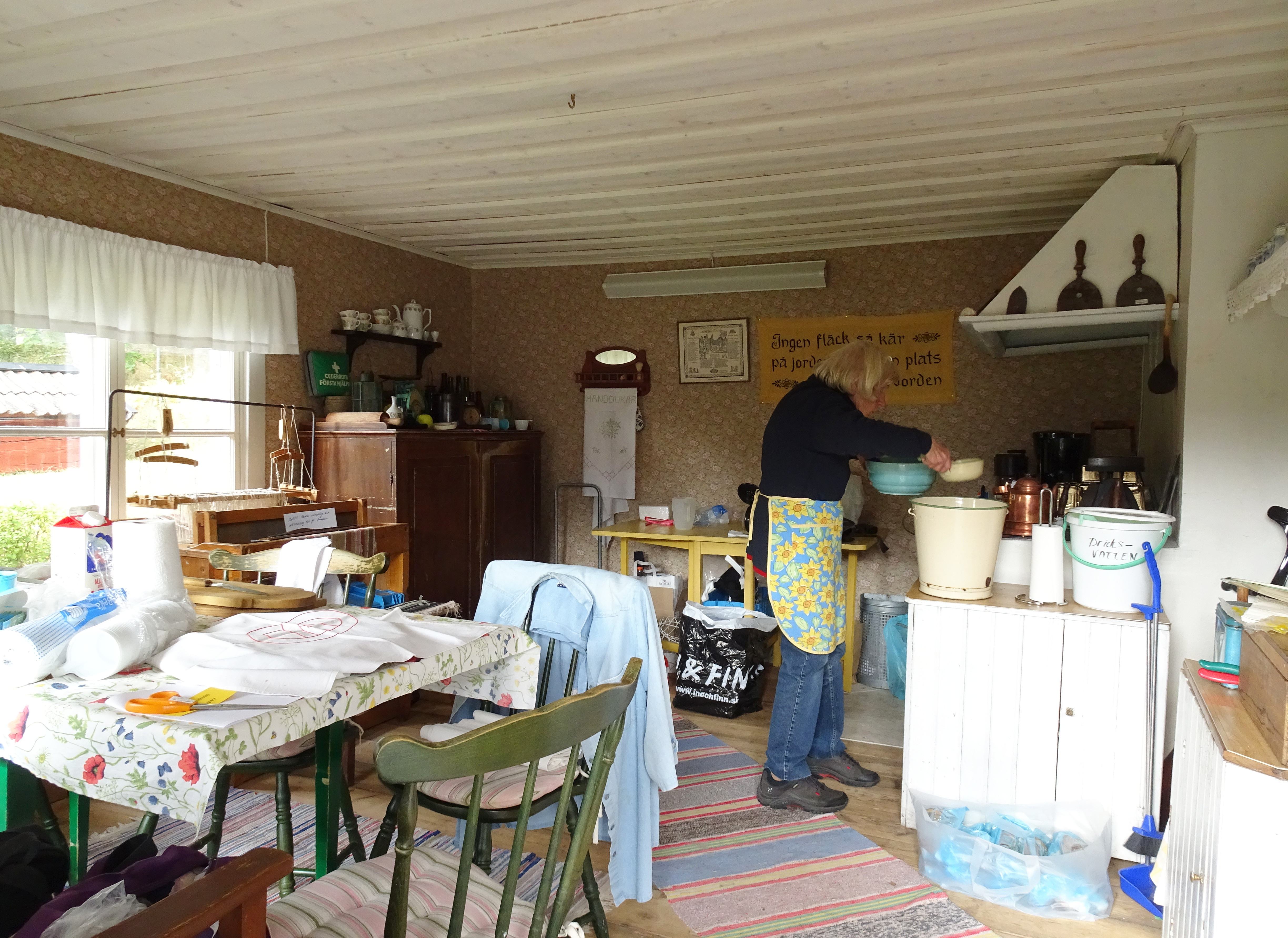
Torpet Stensberg, köket
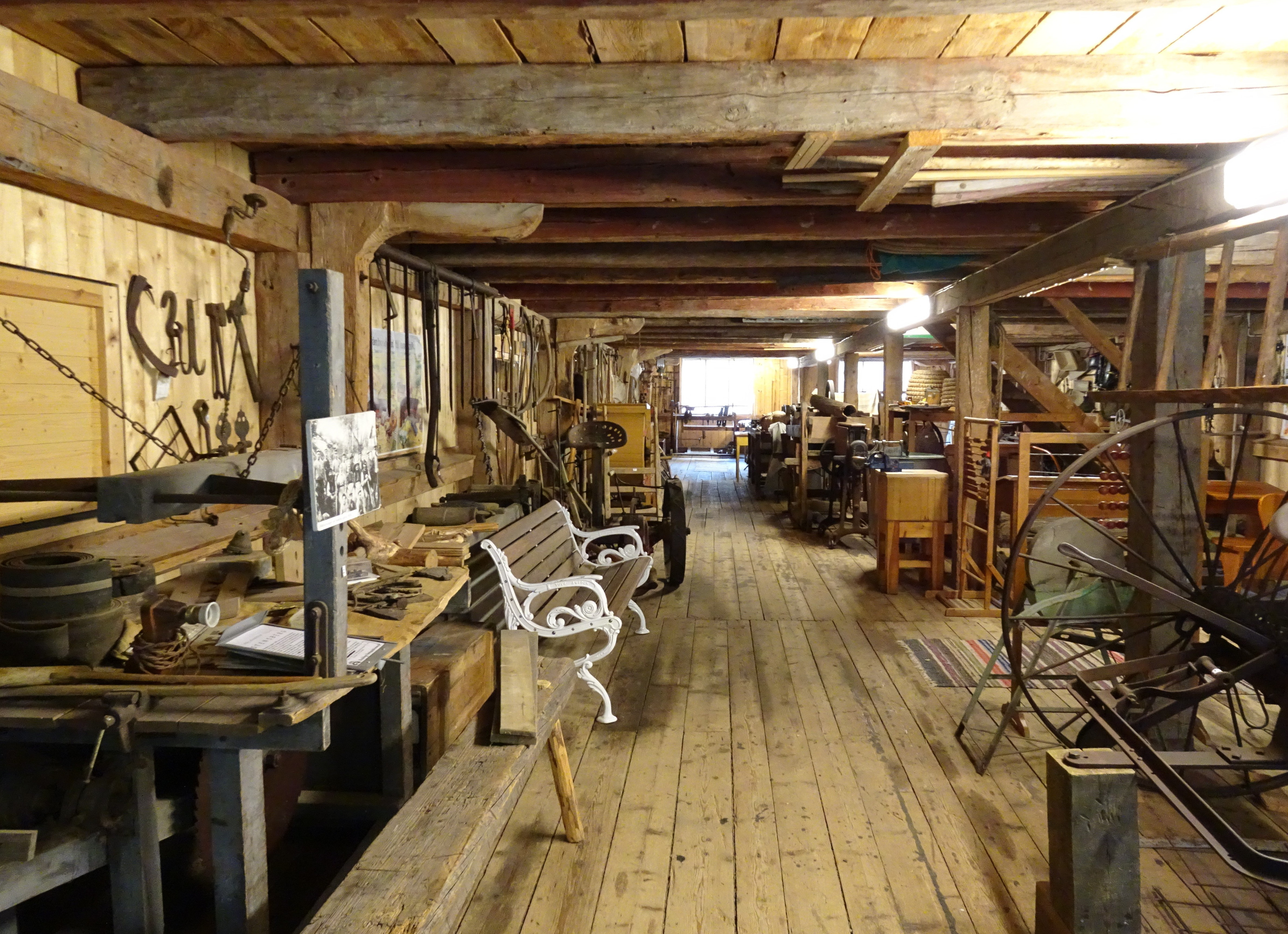
Jordbruksmuseum i magasinsbyggnaden
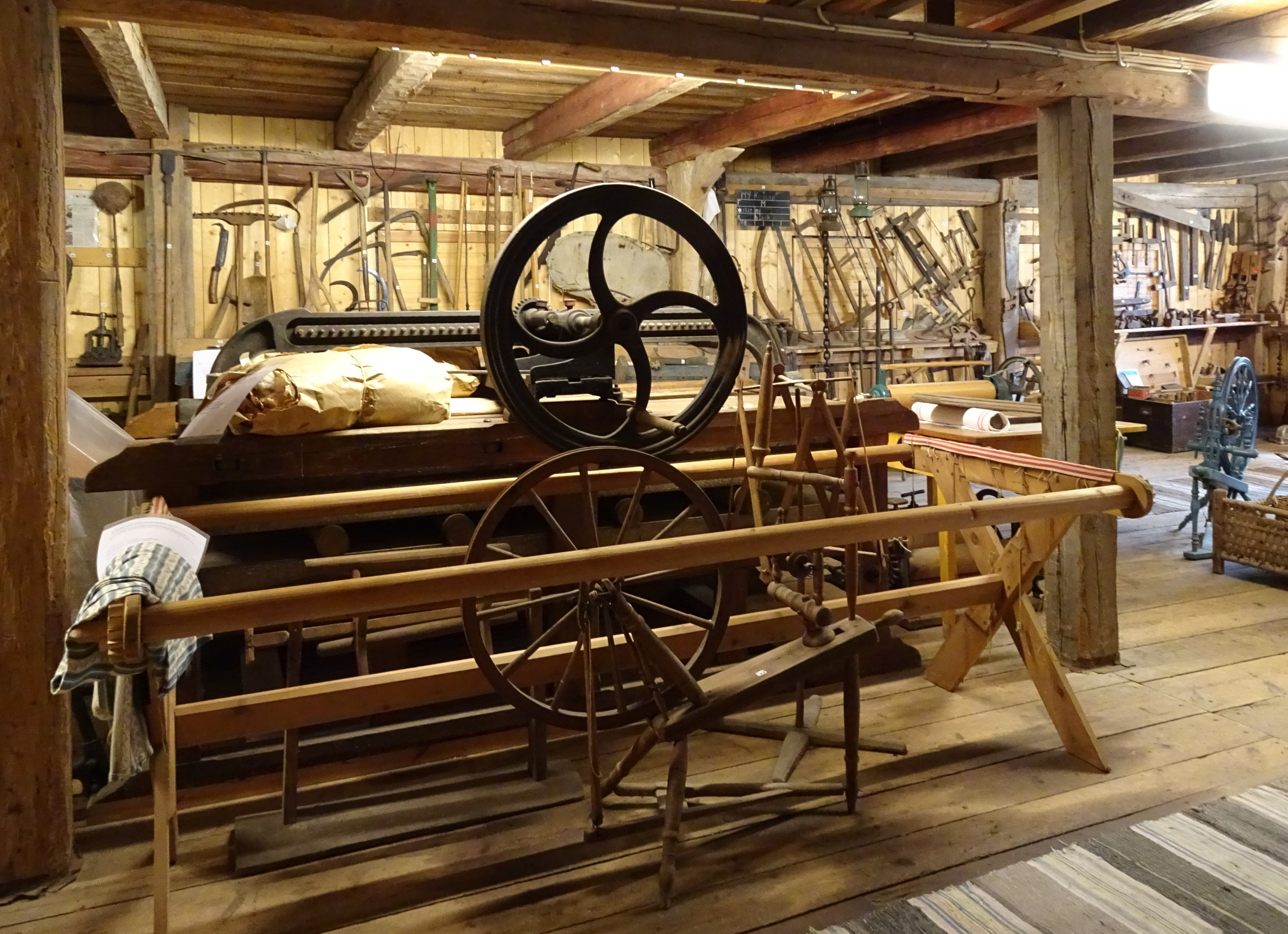
Jordbruksmuseum i magasinsbyggnaden
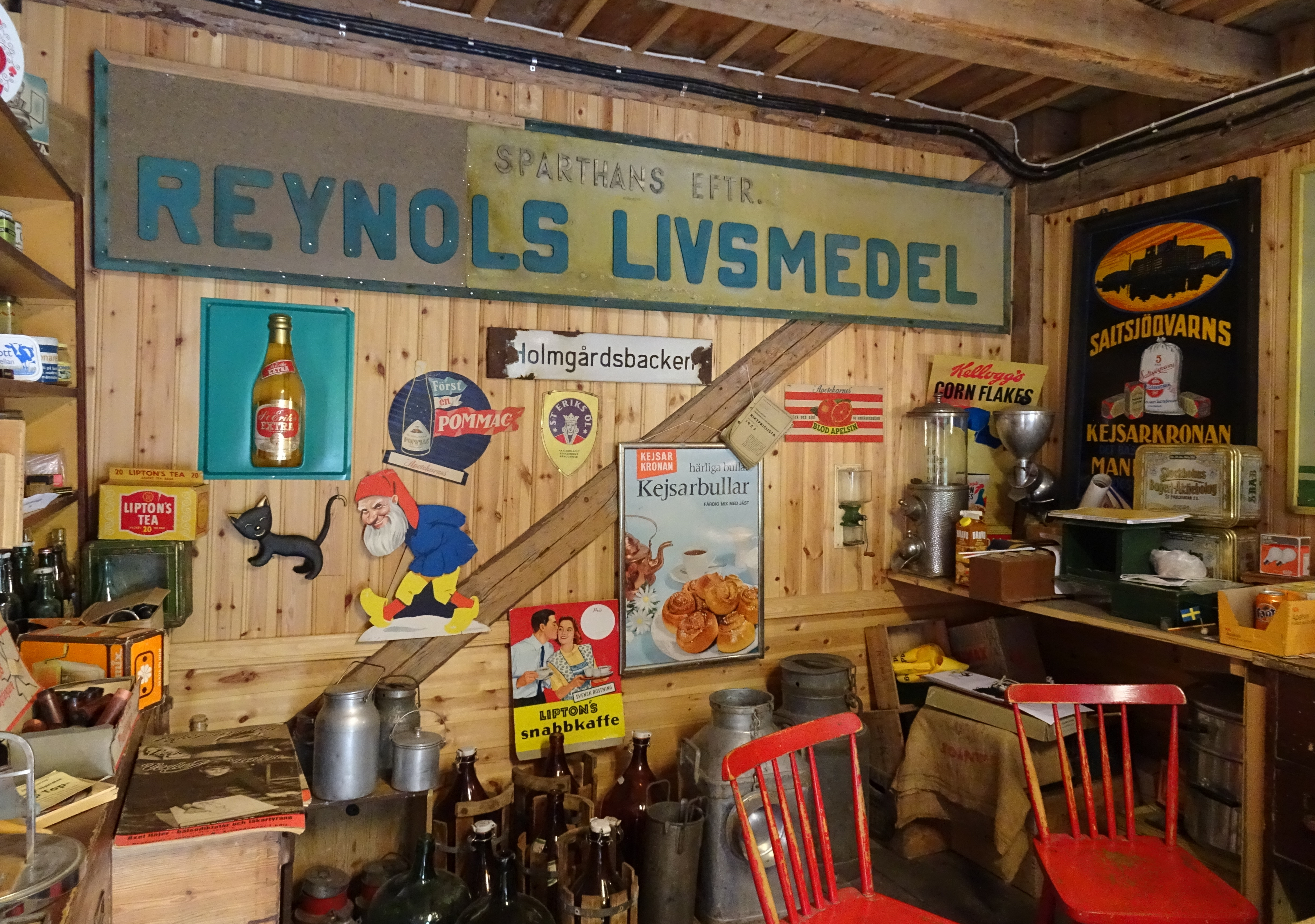
Handelsbod i magasinsbyggnaden
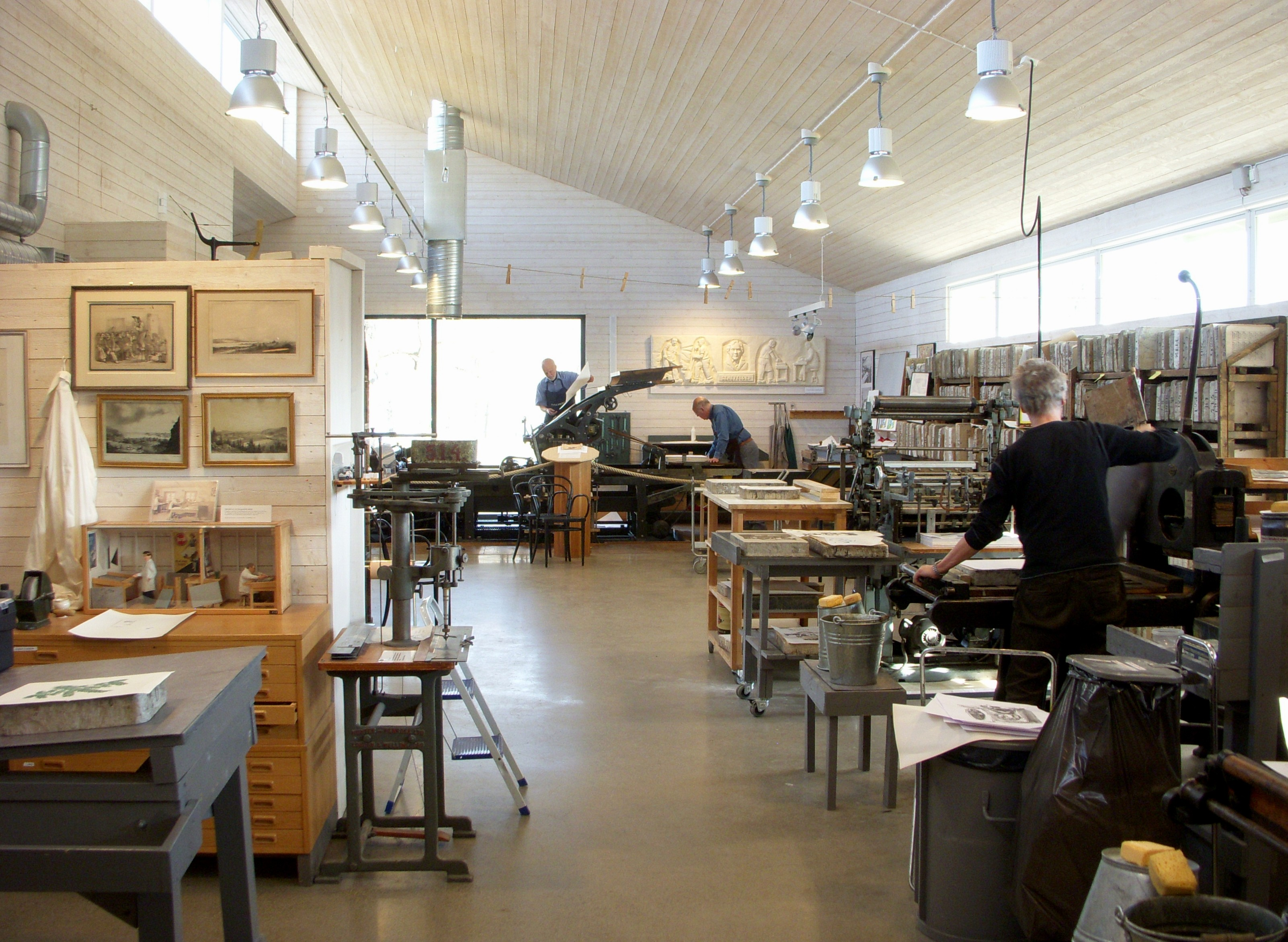
Litografiska museet

Classic Cars träffar på sommaren
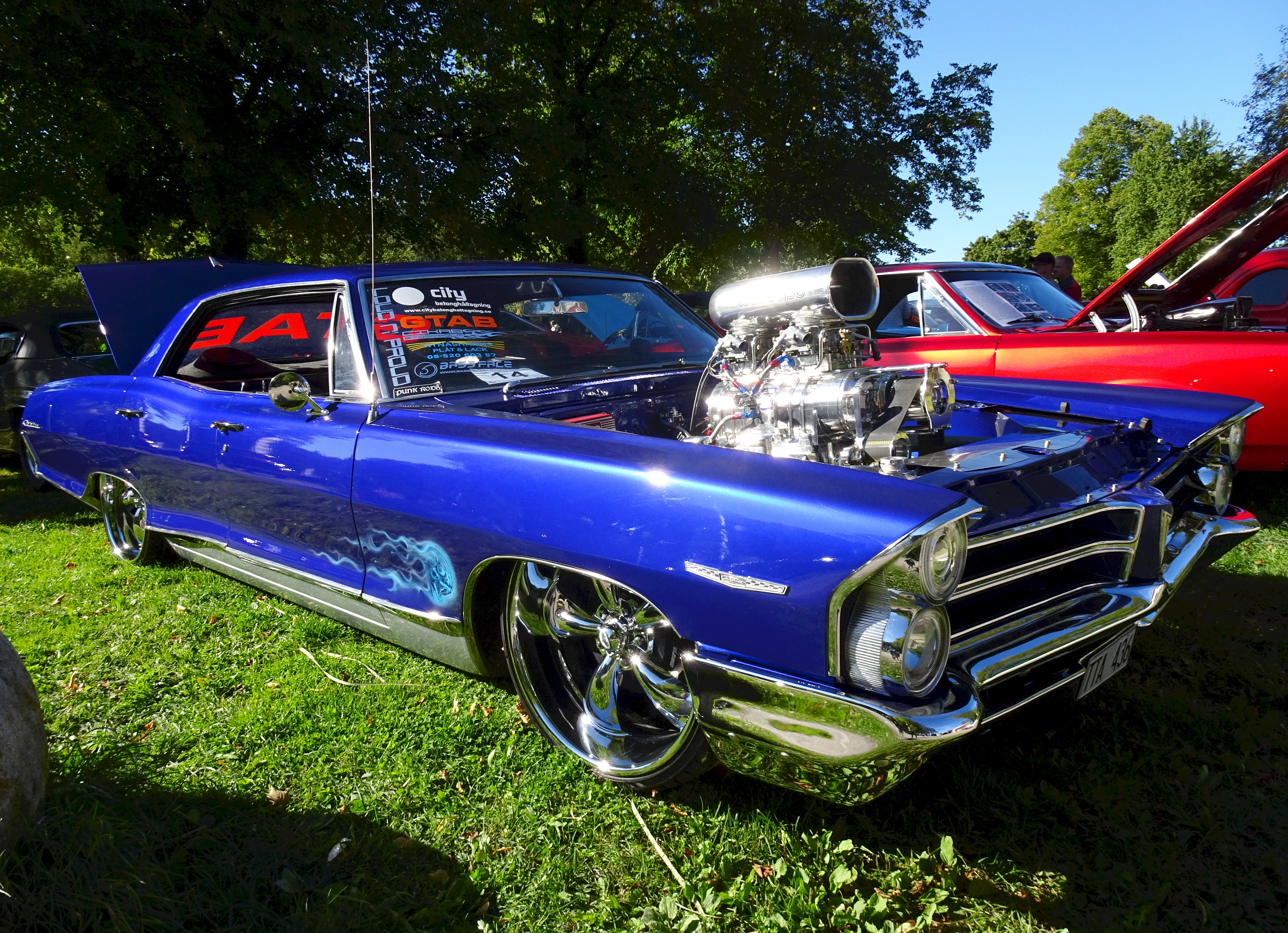
2016
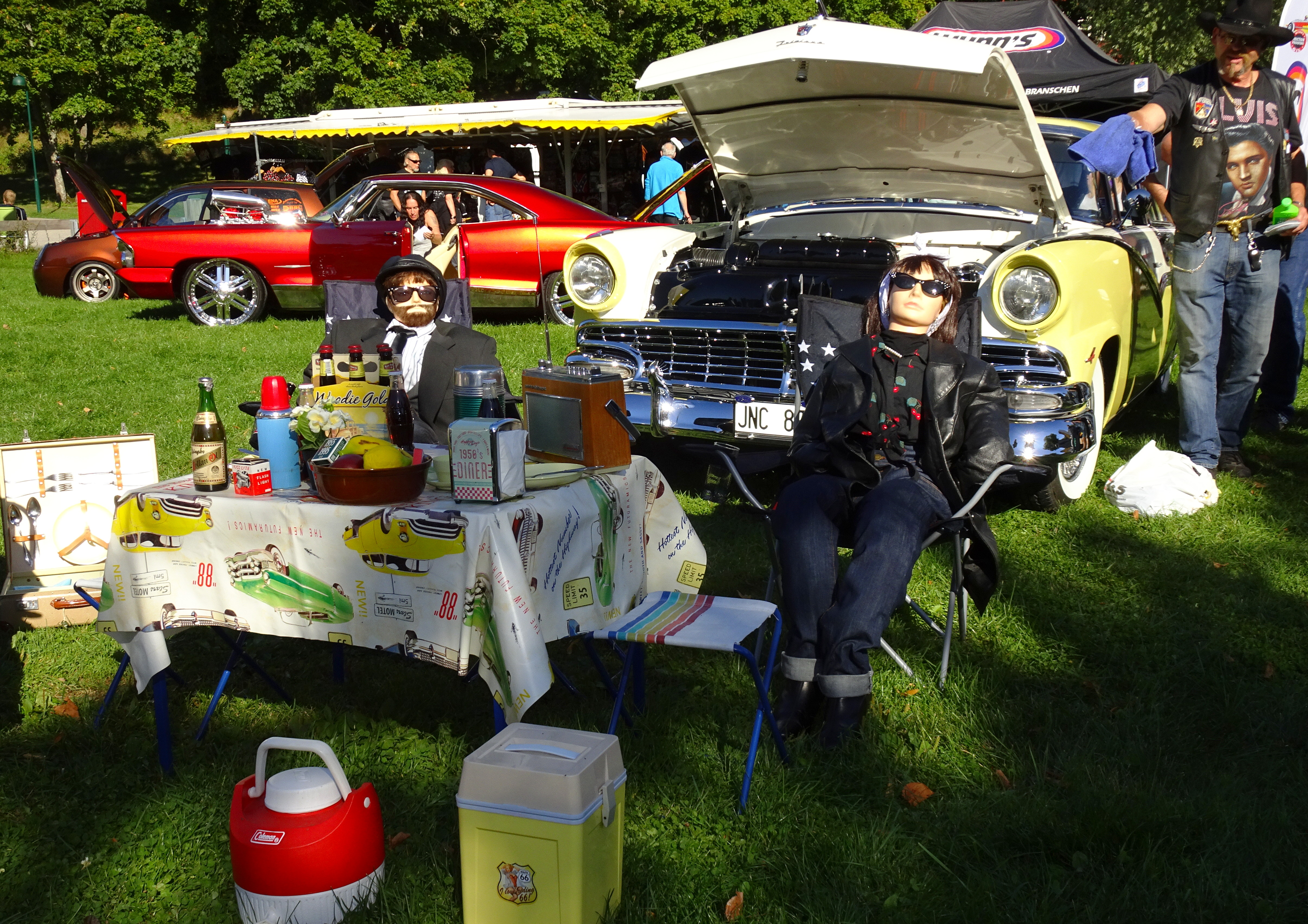
2016
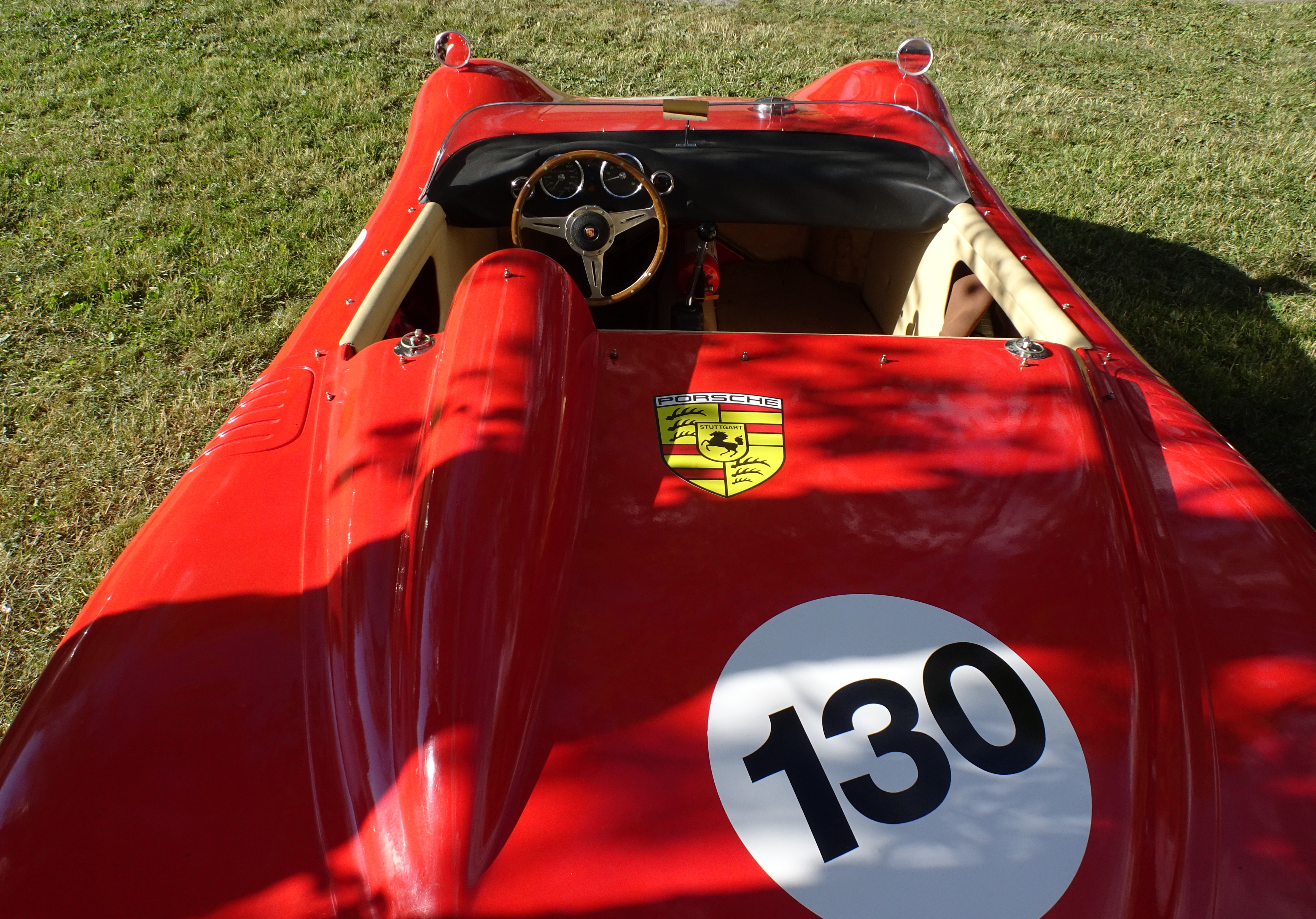
2017
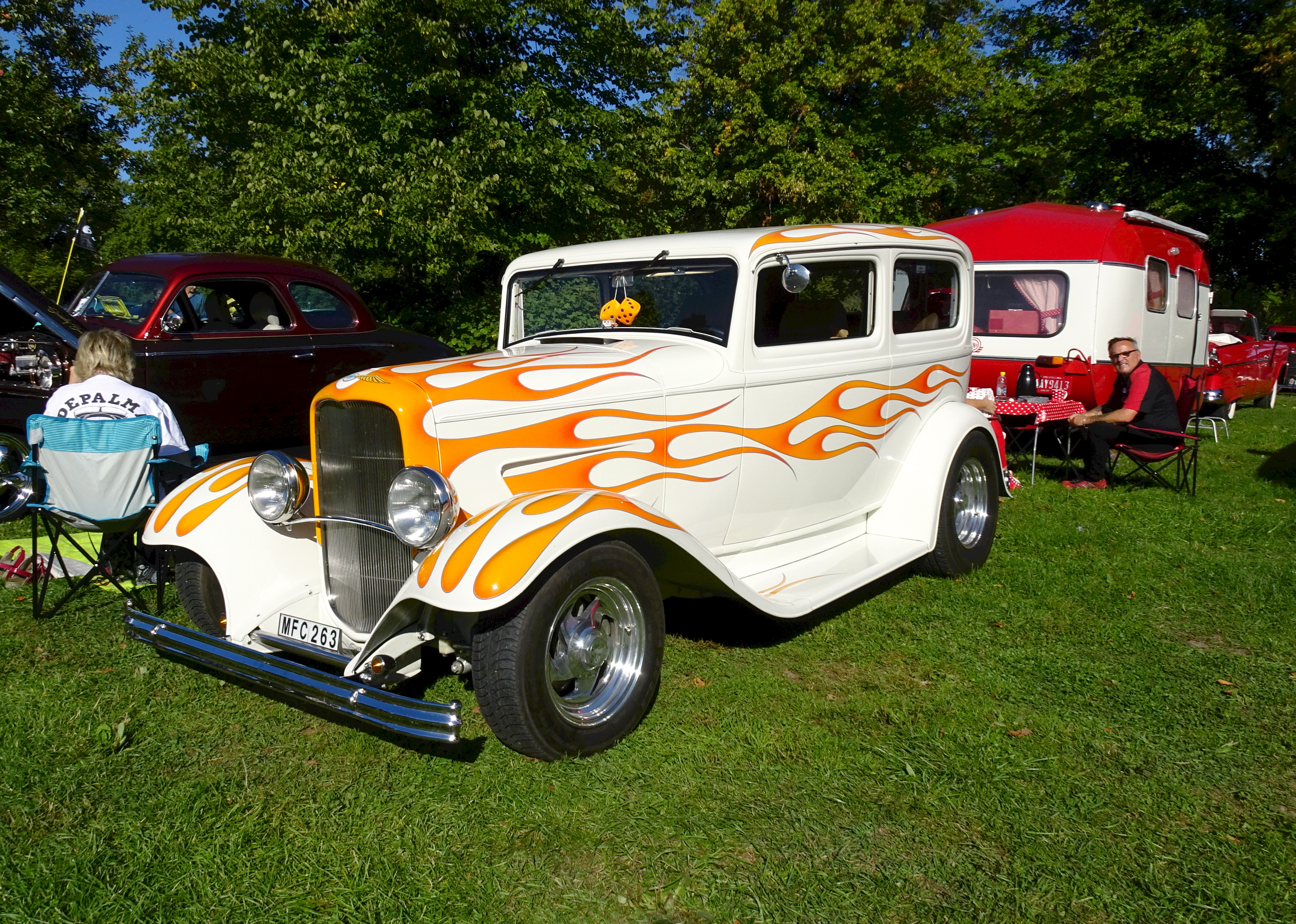
2017
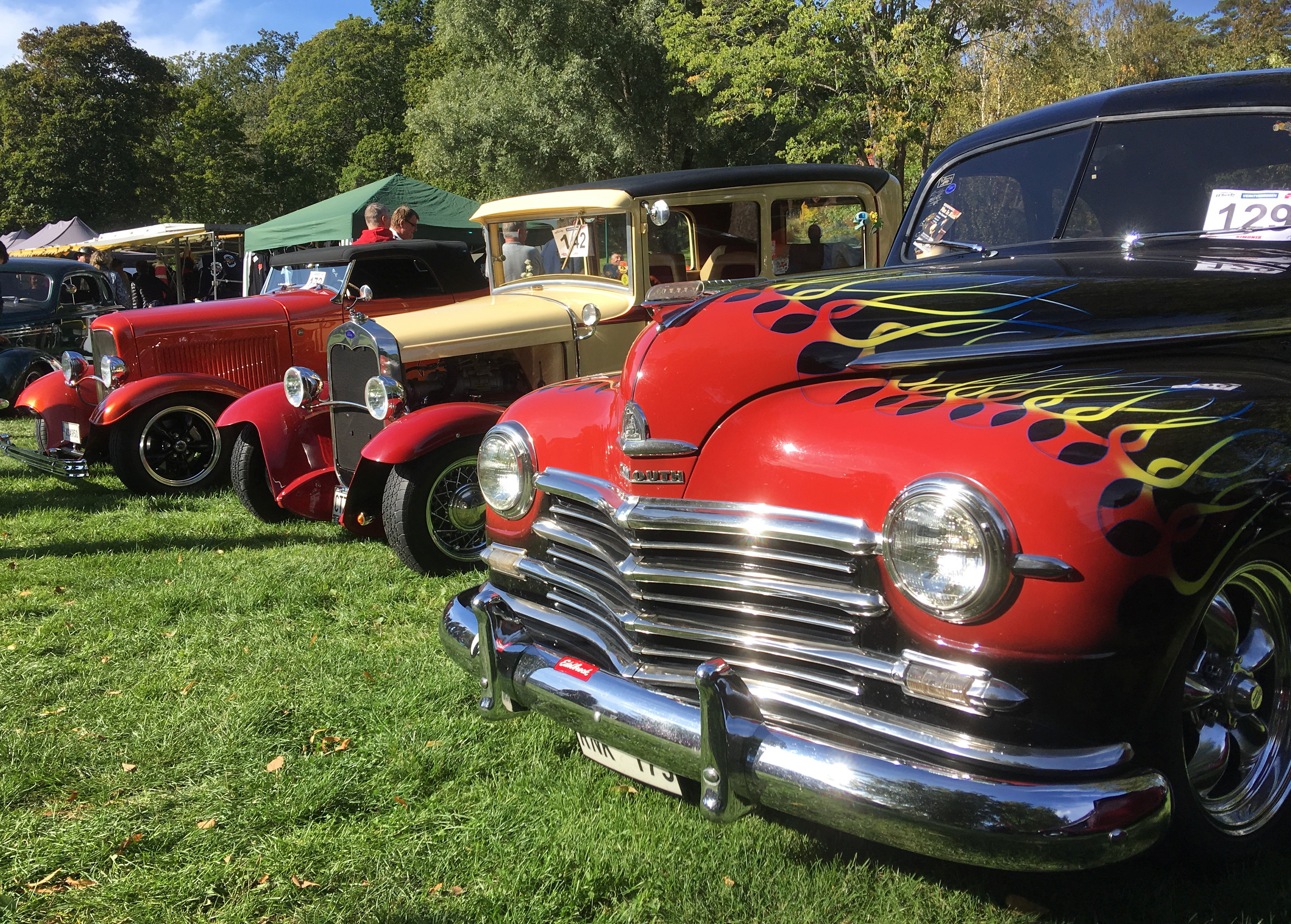
2019